# 海因里希·库诺
海因里希·库诺（德語：Heinrich Cunow，1862年4月11日—1936年8月）是一位马克思主义理论家和德国社会民主党党员，主要作品有《马克思的历史、社会和国家学说——马克思的社会学的基本要点》（Die Marxsche Geschichts, Gesellschafts Und Staatstheorie）等。